# Singapur-Strategie

Das britische Empire im Jahr 1938 mit wichtigen Flottenbasen der Royal Navy, sowie das Japanische Kaiserreich.

Die Singapur-Strategie war eine vom britischen Empire zwischen 1919 und 1941 verfolgte Strategie. Sie bestand aus einer Reihe strategischer Planungen, die über einen Zeitraum von zwanzig Jahren entwickelt wurden und das Ziel verfolgten, das Japanische Kaiserreich durch die Verlegung einer Flotte der Royal Navy in den Fernen Osten von einem Angriff auf das Empire abzuhalten oder einen solchen Angriff zurückschlagen zu können. Idealerweise sollte diese Flotte in der Lage sein, eine auf Australien oder Britisch-Indien vorrückende japanische Streitmacht abzufangen und zu schlagen. Um die Strategie wirksam umsetzen zu können, wurde ein gut ausgerüsteter Marinestützpunkt, eine Art „Gibraltar des Ostens“ benötigt, als dessen Position die Planer 1919 Singapur auswählten. Singapur lag strategisch günstig an der Straße von Malakka und kontrollierte damit den Übergang zwischen dem Südchinesischen Meer und dem Golf von Bengalen und somit letztlich den östlichen Zugang über See zu Britisch-Indien, der größten und wichtigsten Besitzung des britischen Empire. Der Ausbau der Marinebasis und ihrer Verteidigungsanlagen zog sich über die nächsten zwei Jahrzehnte hin.
Die Planer sahen für einen Krieg gegen Japan drei Phasen vor: Während die Garnisonskräfte die Festung Singapur verteidigten, würden starke Flottenverbände aus britischen Gewässern sich Richtung Singapur bewegen und von dort aus zum Entsatz oder zur Rückeroberung der Kronkolonie Hongkong aufbrechen. Anschließend würden sie eine Seeblockade gegen die japanischen Hauptinseln errichten, um die japanische Regierung zur Annahme britischer Friedensbedingungen zu zwingen. Die Idee einer amphibischen Invasion Japans wurde als undurchführbar verworfen. Die Marineplaner rechneten vielmehr damit, dass die japanische Marine keine Entscheidungsschlacht gegen einen überlegenen Flottenverband suchen würde, und hielten aufgrund ihrer eigenen Erfahrung als Inselnation die wirtschaftlichen Auswirkungen einer Blockade für ausreichend, um den erforderlichen Druck auf Japan auszuüben.
Die Singapur-Strategie bildete in den 1920er und 1930er Jahren den Eckpfeiler der britischen Verteidigungsstrategie für den Fernen Osten, wobei die strategische Planung zunehmend den Charakter eines Dogmas annahm. Eine Kombination finanzieller, politischer und praktischer Probleme bewirkte jedoch, dass die Strategie praktisch nicht umsetzbar war. Sie geriet in den 1930er Jahren innerhalb des Empire zunehmend in die Kritik, besonders in Australien, wo sie als Vorwand für niedrige Verteidigungsausgaben diente. Im Zweiten Weltkrieg führte die Singapur-Strategie schließlich zur Entsendung der Force Z nach Singapur. Die Versenkung der Prince of Wales und der Repulse durch japanische Marineflieger am 10. Dezember 1941 und die sich anschließende, als schmachvoll empfundene Kapitulation Singapurs beschrieb Winston Churchill als „das schlimmste Desaster und die größte Kapitulation der britischen Geschichte“.

## Ursprünge
Durch die Selbstversenkung der Kaiserlichen Hochseeflotte in Scapa Flow nach dem Ersten Weltkrieg war ein potentiell ebenbürtiger Gegner der Royal Navy ausgeschaltet worden; die expandierenden Marinen der Vereinigten Staaten und des Japanischen Kaiserreichs bedrohten allerdings zunehmend den Status der Royal Navy als mächtigster Marine der Welt. Der Beschluss der Vereinigten Staaten, eine laut Admiral of the Navy George Dewey „unübertroffene Marine“ aufzubauen, ließ ein neues maritimes Wettrüsten erwarten.

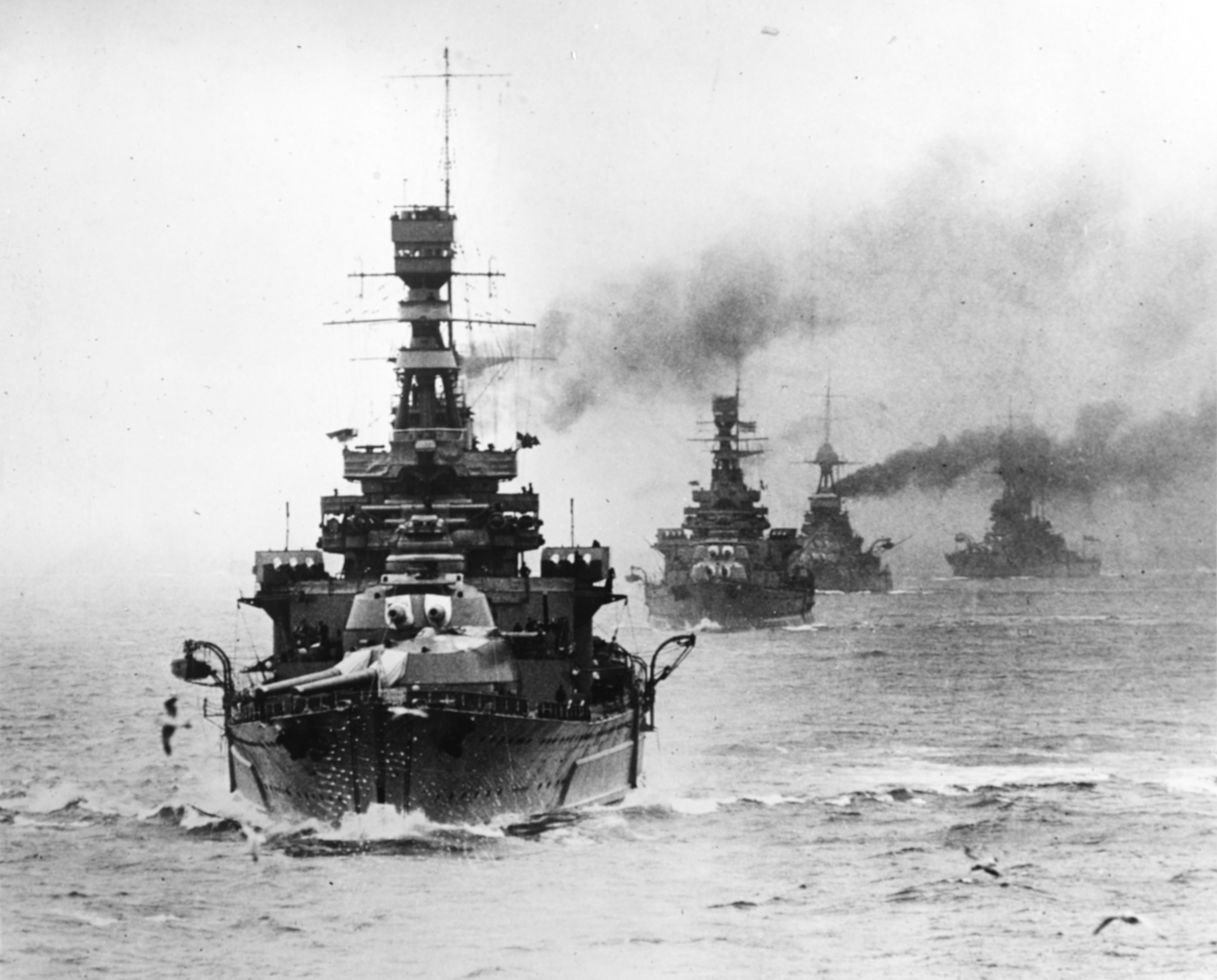
Die Repulse vor ihrem Schwesterschiff Renown und anderen Schiffen der Royal Navy bei einem Manöver, Ende der 1920er Jahre.

Im Jahr 1919 war die Royal Navy immer noch die größte Marine der Welt. Durch den Weiterbau der in den Vereinigten Staaten während des Ersten Weltkriegs auf Kiel gelegten moderneren Kriegsschiffe gewann die US-Marine jedoch einen technologischen Vorsprung. Die Maxime des „two-power standard“ von 1889 besagte, dass die Royal Navy stark genug sein müsse, um gegen jede Kombination zweier anderer Marinen bestehen zu können. Im Jahr 1909 reduzierte die Politik diese Forderung auf eine sechzigprozentige Überlegenheiten bei den Dreadnoughts. Die wachsenden Spannungen aufgrund des fortgesetzten amerikanischen Bauprogramms führten im März und April 1919 zu hitzigen Diskussionen zwischen dem Ersten Seelord Rosslyn Wemyss und dem Chief of Naval Operations William S. Benson, obwohl eine Richtlinie der britischen Regierung von 1909 besagte, dass die Vereinigten Staaten nicht als potentieller Gegner zu betrachten seien. Das britische Kabinett bestätigte diese Richtlinie im August 1919, um die Admiralität davon abzuhalten, aufgrund des amerikanischen Bauprogramms ein vergleichbares für die Royal Navy zu fordern. Im Jahr 1920 verkündete der Erste Lord der Admiralität Walter Long einen „one-power standard“, laut dem die Royal Navy „nicht […] von geringerer Stärke als die Marine irgendeiner anderen Macht“ sein sollte. Der „one-power standard“ wurde durch seine öffentliche Bekanntgabe auf der Reichskonferenz von 1921 zur offiziellen Richtlinie.
Die Premierminister des Vereinigten Königreichs und der Dominions trafen sich auf der Reichskonferenz von 1921, um sich über eine gemeinsame Außenpolitik, insbesondere gegenüber den Vereinigten Staaten und Japan, abzustimmen. Die dringlichste Frage war, ob die am 13. Juli 1921 auslaufende Anglo-Japanische Allianz verlängert werden sollte. Die stärksten Fürsprecher einer Verlängerung waren die Premierminister von Australien und Neuseeland, Billy Hughes und William Massey, die verhindern wollten, dass ihre Länder in einem Krieg der Vereinigten Staaten gegen Japan zwischen die Fronten gerieten. Sie verwiesen auf die großzügige Unterstützung, die Japan während des Ersten Weltkriegs geleistet hatte, und im Gegensatz dazu den Rückzug der Vereinigten Staaten aus der internationalen Politik nach dem Krieg. „Das Britische Weltreich“, erklärte Hughes, „muss einen verlässlichen Partner im Pazifik haben“. Der kanadische Premierminister Arthur Meighen lehnte hingegen eine Verlängerung ab, da sie die Beziehungen zu den Vereinigten Staaten, auf die Kanada zu seinem Schutz angewiesen war, negativ beeinflussen würde. Infolgedessen konnten die Konferenzteilnehmer sich nicht über die Frage der Verlängerung einigen, so dass der Allianzvertrag am 21. Juli des Jahres auslief.
Die Washingtoner Flottenkonferenz von 1922 legte für die Flottenstärken des Vereinigten Königreichs, der Vereinigten Staaten und Japans ein Verhältnis von 5:5:3 fest. Dadurch blieb die Royal Navy bis zum Ende der 1920er Jahre die größte Marine der Welt und hielt die Marine Japans, das als der wahrscheinlichste Gegner galt, auf Abstand. Das Flottenabkommen von Washington verbot ebenfalls die Befestigung von Pazifikinseln, nahm Singapur aber explizit von diesem Verbot aus. Der 1930 abgeschlossene Londoner Flottenvertrag beschränkte den Neubau von Kriegsschiffen, worunter die britische Werftenindustrie litt. Die Weigerung des Deutschen Reichs, weiter die im Friedensvertrag von Versailles festgeschriebenen Rüstungsbeschränkungen für die Größe seiner Marine einzuhalten, führte 1935 zum deutsch-britischen Flottenabkommen. Das Abkommen wurde von britischer Seite als Zeichen dafür gewertet, dass das Deutsche Reich ernsthaft bemüht sei, einen Konflikt mit dem Vereinigten Königreich zu vermeiden (vor dem Ersten Weltkrieg war das Deutsche Kaiserreich nicht zu solchen vertraglichen Begrenzungen seiner Seerüstung bereit gewesen). Im Jahr 1934 begann der Erste Seelord Ernle Chatfield auf ein Aufrüstungsprogramm für die Marine zu drängen, um Japan und der jeweils stärksten europäischen Macht gleichzeitig begegnen zu können. Für dieses Programm plante er die Kapazitäten der britischen Werften voll auszuschöpfen. Die hohen Kosten des Projekts, die auf 88 bis 104 Millionen Pfund veranschlagt wurden, riefen den Widerstand des Schatzamts hervor. Erst 1938 gab das Schatzamt seinen Kampf gegen die britische Wiederaufrüstung auf, da sowohl die Politik als auch die Öffentlichkeit die Möglichkeit, unvorbereitet in einen Krieg mit Deutschland oder Japan zu geraten, mehr fürchtete als eine durch die Rüstungsausgaben ausgelöste mögliche Finanzkrise in fernerer Zukunft.

## Pläne

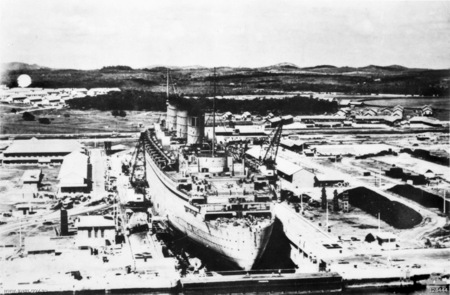
Das Truppentransportschiff Queen Mary im Singapore Graving Dock, August 1940.

Die Singapur-Strategie bezeichnete eine Reihe von über zwanzig Jahre hinweg entwickelten Kriegsplänen, in denen die Stationierung einer Flotte in Singapur ein geläufiger, aber nicht zwingender Aspekt war. Sowohl defensive als auch offensiv orientierte Pläne wurden entwickelt. Einige sahen die Niederringung Japans vor, während andere den Ausbruch von Kampfhandlungen komplett verhindern sollten.
Im November 1918 ersuchte der australische Marineminister Joseph Cook den britischen Admiral John Jellicoe, einen maritimen Verteidigungsentwurf für das Empire auszuarbeiten. Im Februar 1919 begab sich Jellicoe an Bord des Schlachtkreuzers New Zealand auf eine Tour durch das Empire. Im August des Jahres präsentierte er der australischen Regierung einen ersten Bericht. In einem Abschnitt des als geheim eingestuften Berichts kam er zu dem Schluss, dass die Interessen des Empire und Japans unweigerlich kollidieren würden. Als Gegengewicht zur japanischen Marine regte er die Aufstellung einer britischen Pazifikflotte an. Eine solche Flotte sollte nach seinen Einschätzungen über acht Schlachtschiffe, acht Schlachtkreuzer, vier Flugzeugträger, zehn Kreuzer, 40 Zerstörer und 36 Unterseeboote sowie unterstützende Schiffe kleineren Typs verfügen.
Diese Flotte müsste Jellicoes Meinung nach über groß genug angelegte Werftanlagen irgendwo im Fernen Osten verfügen. Im Oktober 1919 debattierte das Committee of Imperial Defence über ein Dokument mit dem Titel „The Naval Situation in the Far East“. In diesem stellte der Marinestab fest, dass eine Fortführung der Anglo-Japanischen Allianz zu einem Krieg zwischen dem Empire und den Vereinigten Staaten führen könnte. Im folgenden Jahr legte die Admiralität das „War Memorandum (Eastern) 1920“ vor, das eine Reihe von Anweisungen für den Fall eines Krieges gegen Japan enthielt. Die Verteidigung Singapurs wurde als „absolut unverzichtbar“ beschrieben. Die Strategien des War Memorandum wurden den Dominions auf der Reichskonferenz von 1923 vorgestellt.
Die Autoren des Memorandums teilten einen möglichen Krieg mit Japan in drei Phasen ein. In der ersten Phase würde die Garnison Singapurs die Stadt so lange verteidigen, bis eine aus den Heimatgewässern entsandte Flotte einträfe. Diese würde von Singapur gen Hongkong auslaufen und die Stadt entsetzen oder im Falle einer zwischenzeitlichen Eroberung von den Japanern zurückerobern. Die Dritte Phase sah die Seeblockade Japans vor um dieses zur Annahme der britischen Friedensbedingungen zu zwingen.
Der größte Planungsaufwand wurde für Phase 1 betrieben, die als die wichtigste galt. Hierfür war unter anderem die Errichtung von Verteidigungsanlagen in und um Singapur vorgesehen. Die zweite Phase erforderte die Errichtung eines Marinestützpunktes, der in der Lage war, eine größere Flotte zu versorgen. Während die Vereinigten Staaten in ihrem zentralen Pazifikstützpunkt Pearl Harbor bereits zwischen 1909 und 1919 ein Trockendock errichtet hatten, das in der Lage war auch Schlachtschiffe aufzunehmen, verfügte die Royal Navy bisher über keinerlei solche Einrichtung östlich von Malta. Im April 1919 erstellte die Planungsabteilung der Admiralität einen Bericht, der mögliche Positionen für ein solches Dock untersuchte, um einen Krieg gegen Japan oder die Vereinigten Staaten wirksam unterstützen zu können. Hongkong wurde erwogen, als zu verletzlich aber wieder verworfen, während Sydney als sicher, aber zu weit von Japan entfernt galt. Singapur blieb am Ende als beste Kompromisslösung übrig.

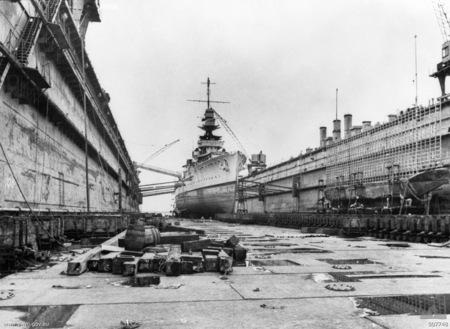
Ein britisches Kriegsschiff im schwimmenden Admiralty IX-Trockendock, Singapore Naval Base, September 1941.

Die Schätzungen, wie lange es dauern würde, nach Kriegsausbruch eine Flotte nach Singapur zu schicken, variierten. Sie mussten die Zeit der Flottenzusammenstellung und Ausrüstung ebenso wie die Anmarschzeit nach Singapur beinhalten. Die erste Schätzung ging von 42 Tagen aus, setzte dafür aber eine gewisse Vorwarnzeit vor Kriegsausbruch voraus. Im Jahr 1938 wurden die Schätzungen auf 70 Tage erhöht, darunter allein 14 zusätzliche für die Ausrüstung der Schiffe. Im Juni 1939 erfolgte die Erhöhung auf 90 Tage und im September des Jahres schlussendlich auf 180 Tage.
Um die Verlegung und Bewegung des Flottenverbandes zu unterstützen, wurde eine Reihe von Öllagern bei Gibraltar, Malta, Port Said, Port Sudan, Aden, Colombo, Trincomalee, Rangun und Hongkong sowie in Singapur selbst eingerichtet. Erschwerend kam hinzu, dass die Schlachtschiffe den Sueskanal nicht durchqueren konnten, wenn ihre Treibstoffbunker voll gefüllt waren, wodurch sie nach der Passage neues Öl bunkern mussten. Singapur erhielt Lager, in denen 1.270.000 t Öl gelagert werden konnten. Geheime Stützpunkte wurden auf Kamaran, im Addu-Atoll und auf Nancowry eingerichtet. Schätzungen gingen von einem monatlichen Bedarf von 111.000 t Öl aus, welche durch 60 Tanker an die benötigten Orte gebracht würden. Als Quelle sollten die Ölraffinerien bei Abadan und Rangun dienen, ergänzt um die gesamte Ölproduktion Niederländisch-Indiens, die zugekauft würde.
Phase 3 erhielt die geringste Aufmerksamkeit, die Marineplaner befanden aber, dass Singapur zu weit entfernt war, um Operationen in den Japan umgebenden Gewässern wirksam unterstützen zu können. Dementsprechend würde die Schlagkraft der Flotte sinken, je weiter sie sich von ihrer Basis Singapur entfernte. Im Falle einer amerikanischen Unterstützung sollte Manila als vorgeschobener Stützpunkt genutzt werden. Die Idee einer Invasion der japanischen Hauptinseln wurde als unrealistisch verworfen. Die Marineplaner gingen nicht davon aus, dass die japanische Flotte sich einer Entscheidungsschlacht stellen würde, so lange sie in der schwächeren Position wäre. Daher zogen sie eine ungleich risikoärmere Seeblockade vor – auch von der eigenen Erfahrung ausgehend, wie anfällig ein auf überseeische Besitzungen gestützter Inselstaat gegenüber einer solchen war. Sie hielten den hierdurch aufgebauten wirtschaftlichen Druck für ausreichend.
Es wurden Studien über die Anfälligkeit Japans gegenüber Seeblockaden durchgeführt. Auf Basis von durch das Board of Trade und die Marineattachés in Tokio bereitgestellten Daten schätzten die Marineplaner, dass 27 % der japanischen Importe aus dem Empire stammten. Die meisten dieser Importe könnten bei einem Handelsembargo jedoch durch Importe aus China und den Vereinigten Staaten kompensiert werden. Als strategisch wichtigste Handelsgüter identifizierten sie Metalle, Maschinen, Chemikalien, Öl und Gummi. Das Empire kontrollierte bei einigen dieser Rohstoffe die weltweit ergiebigsten Quellen. Japans Zugriff auf neutralen Schiffsraum gedachten die Planer durch das Anmieten von Schiffsraum, wodurch die verfügbaren Kapazitäten gesenkt werden sollten, zu verhindern. Des Weiteren sollten nach Japan fahrende Schiffe nicht mehr versichert werden.
Das Problem einer eng um den japanischen Archipel gezogenen Seeblockade war die weite Verstreuung der beteiligten Schiffe, was sie anfällig gegen Luftangriffe und Unterseeboote machte. Die Blockade der japanischen Häfen durch kleinere Schiffe wurde erwogen, hierfür müsste die japanische Flotte allerdings großteils versenkt werden. Es galt jedoch als unsicher, ob man die Japaner zu einer größeren Schlacht würde stellen können. Es gab ebenfalls Pläne für eine weiter gefasste Blockade, bei der die britische Flotte nach Japan fahrende Schiffe bereits am Panamakanal und auf Höhe Niederländisch-Ostindiens aufbringen sollte. Japan könnte bei der Umsetzung dieses Plans immer noch mit China, dem unter seiner Herrschaft stehenden Korea und eventuell den Vereinigten Staaten handeln. Entsprechend sahen die Verantwortlichen eine solche Blockade mit Skepsis.
Konteradmiral Herbert Richmond, Befehlshaber der East Indies Station merkte an, dass die Logik der Pläne einen Zirkelschluss enthielt:
- Wir zwingen Japan zur Kapitulation, indem wir es von seinen essentiellen Rohstoffen abschneiden.
- Wir können sie nicht von seinen essentiellen Rohstoffen abschneiden, bevor wir nicht ihre Flotte geschlagen haben.
- Wir können ihre Flotte nicht schlagen, wenn sie sich nicht zur Schlacht stellt.
- Wir sollten ihre Flotte zur Schlacht zwingen, indem wir sie von ihren essentiellen Rohstoffen abschneiden.

Die Pläne von 1919 umfassten eine Mobile Naval Base Defence Organisation (MNBDO) zur Errichtung und Verteidigung eines vorgeschobenen Stützpunktes. Die MNBDO bestand aus einer Flugabwehr-Brigade, einer Brigade Küstenartillerie und einem Bataillon Infanterie und wies eine Gesamtstärke von 7.000 Mann auf. Diese rekrutierten sich vollständig aus den Reihen der Royal Marines. In einem Planspiel besetzten Royal Marines widerstandslos die Nakagusuku-Bucht auf Okinawa und ermöglichten der MNBDO die Errichtung eines Stützpunktes, von dem aus die britische Flotte Japan blockierte. Zur Erprobung des MNBDO-Konzepts führte die Navy in den 1920er Jahren Flottenübungen im Mittelmeer durch. Mangelndes Interesse von Seiten der Royal Marines an amphibischer Kriegsführung und die schlechte organisatorische Struktur für ebensolche verminderten die Fähigkeit zu amphibischen Operationen. In den 1930er Jahren äußerte die Admiralität ihre Sorge darüber, dass Japan und die Vereinigten Staaten auf diesem Gebiet den britischen Truppen inzwischen überlegen seien. Sie regte daher die Bildung des Inter-Service Training and Development Centre von Air Force, Army und Navy an, das seinen Dienst im Juli 1938 aufnahm. Unter seinem ersten Kommandeur Loben Maund begann die Erforschung von Problemfeldern amphibischer Operation wie der Konstruktion geeigneter Landungsfahrzeuge.
Amphibische Operationen waren nicht der einzige Bereich, in dem die Royal Navy während der 1930er Jahre ihren technisch-strategischen Vorteil einbüßte. In den 1920ern leitete Oberst William Forbes-Sempill die halb-offizielle Sempill-Mission, die der japanischen Marine beim Aufbau einer eigenen Marinefliegerei helfen sollte. Zu diesem Zeitpunkt war die Royal Navy weltweit führend im Einsatz von Marinefliegern. Die Sempill-Mission lehrte komplizierte Manöver wie die Landung auf dem Flugdeck eines Trägers und führte die Ausbildung auf modernen Maschinen durch. Sie stellte ferner Motoren, Waffen und technische Ausrüstung zur Verfügung. Innerhalb eines Jahrzehnts gelang es Japan, das Vereinigte Königreich in diesem Bereich zu übertreffen. Die Royal Navy führte als erstes gepanzerte Flugdecks ein, welche die Träger widerstandsfähiger machten, aber auch die Zahl der einsetzbaren Flugzeuge reduzierte. Sie vertraute auf die Effektivität der auf den Trägern installierten Flugabwehrgeschütze und sah nur geringen Nutzen darin, Hochleistungsjäger auf diesen zu stationieren. Im Gegenteil entwickelte sie eine Reihe von Mehrzweckkampfflugzeugen wie der Blackburn Roc, Fairey Fulmar, Fairey Barracuda, Blackburn Skua und der Fairey Swordfish, damit die wenigen Flieger eines Trägers über eine möglichst breite Palette an Einsatzmöglichkeiten verfügten.
Die Möglichkeit, dass Japan Vorteil aus einem in Europa ausbrechenden Krieg ziehen könnte, wurde in Betracht gezogen. Der Tientsin-Zwischenfall vom Juni 1939 rückte eine andere Möglichkeit in den Fokus, nämlich dass das Deutsche Reich einen Vorteil aus einem Krieg im Fernen Osten zu ziehen versuchen könnte. Für den Fall des schlimmstmöglichen Szenarios, eines gleichzeitigen Krieges gegen das Deutsche Reich, Italien und Japan waren zwei Möglichkeiten vorgesehen. Die Erste bestand darin, den Krieg auf das Deutsche Reich und Japan zu reduzieren, indem Italien so schnell wie möglich aus dem Krieg gedrängt würde. Der aus dem Ruhestand zurückgerufene ehemalige Erste Seelord Reginald Drax plante für diesen Fall, ein „Fliegendes Geschwader“ aus vier bis fünf Schlachtschiffen, einem Flugzeugträger sowie mehreren Kreuzern und Zerstörern nach Singapur zu entsenden. Dieses Geschwader hätte nicht die nötige Stärke um die japanische Flotte zu bekämpfen, könnte aber die britische Handelsschifffahrt im Indischen Ozean schützen. Drax argumentierte, dass ein kleiner, schneller Verband diese Aufgabe besser ausführen könnte als ein großer, schwerfälliger. Sobald mehr Schiffe entbehrt werden konnten, könnte das „Fliegende Geschwader“ den Kern einer größeren Schlachtflotte bilden. Der inzwischen zum Minister für Verteidigungskoordination berufene Lord Chatfield lehnte das Konzept ab. Für ihn stellte das geplante Geschwader nicht mehr als ein Ziel für die japanische Flotte dar. Er trat dafür ein, im besagten Kriegsfall das Mittelmeer aufzugeben und die gesamte Mittelmeerflotte nach Singapur zu verlegen.

## Bau eines Marinestützpunktes

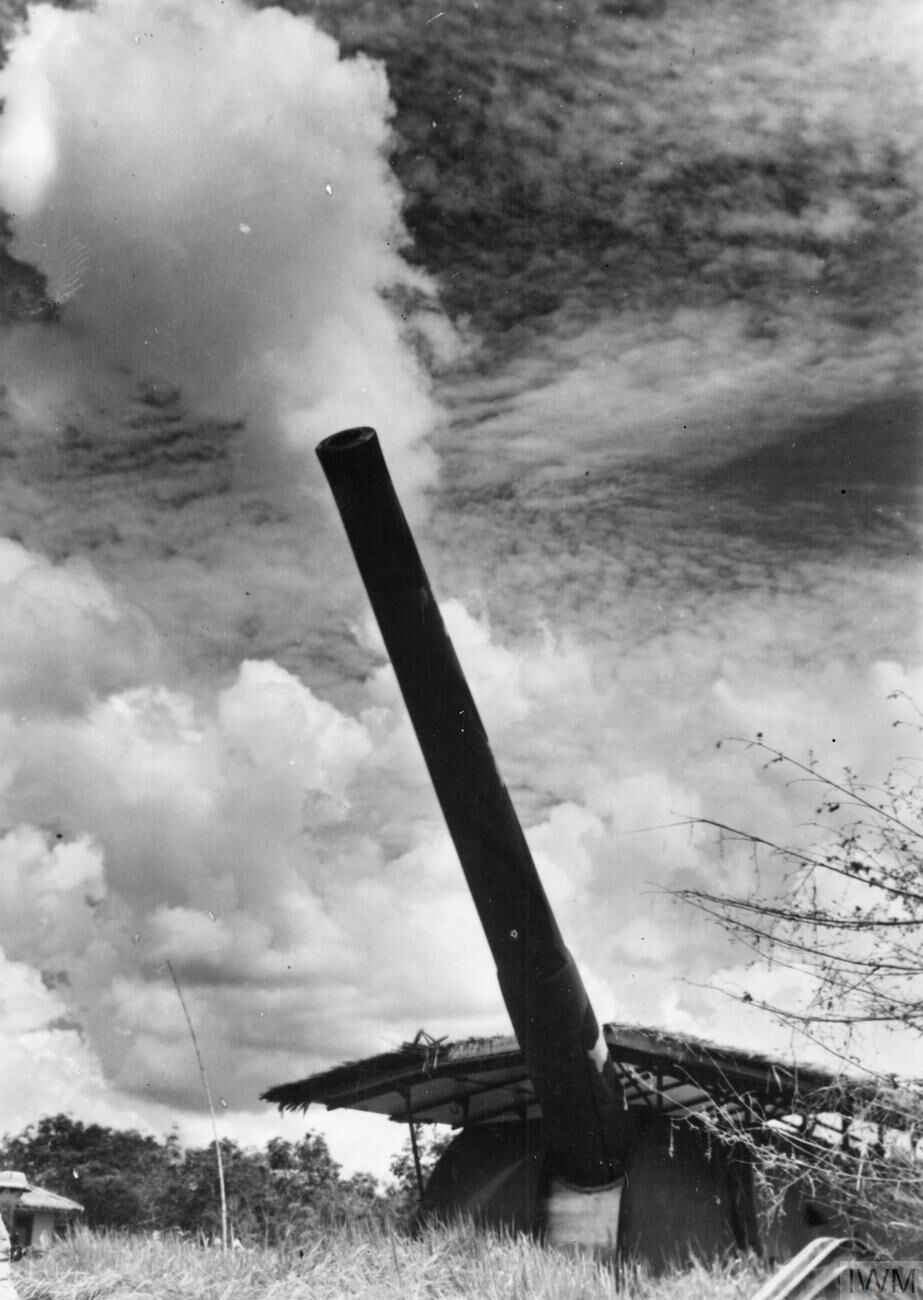
Eines der 381 mm Küstengeschütze zur Verteidigung Singapurs in Feuerbereitschaft, 8. Dezember 1941.

Nach Prospektionen wurde eine Stelle in Sembawang als Ort für den vorgesehenen Marinestützpunkt gewählt. Die Straits Settlements spendeten zu diesem Zweck ein Areal von 1.151 ha und die Kronkolonie Hongkong 1925 eine Summe von 250.000 £. Diese Summe übertraf die vom Vereinigten Königreich in diesem Jahr für den Bau des Schwimmdocks getätigten Ausgaben von 204.000 £. Weitere Summen von 2 Millionen beziehungsweise 1 Million £ stellten die Federated Malay States und Neuseeland zur Verfügung. Der Auftrag für die Errichtung des Stützpunkt ging an die Sir John Jackson Limited, die das mit 3,7 Millionen £ kostengünstigste Angebot eingereicht hatte. Die Dockanlagen erstreckten sich auf einer Fläche von 57 km² und umfassten das zu dieser Zeit größte Trockendock und drittgrößte Schwimmdock der Welt sowie ausreichend Treibstofflager, um die gesamte Royal Navy für sechs Monate zu versorgen.
Zur Verteidigung des Stützpunktes wurden Batterien mit schweren 381-mm-Küstengeschützen in Changi und Buona Vista eingerichtet um angreifende Schlachtschiffe abzuwehren. Mittlere Geschütze vom Kaliber 234 mm sollten kleinere angreifende Schiffe abwehren. Batterien kleineren Kalibers zur Abwehr von Luftangriffen und Bodenüberfällen waren in Fort Siloso, Fort Canning und Fort Pasir Panjang stationiert. Die ersten der 381-mm-Geschütze stammten aus nicht mehr benötigten Marinebeständen und waren zwischen 1903 und 1919 gebaut worden. Teile der anfallenden Kosten finanzierte ein Geldgeschenk von 500.000 £, das Sultan Ibrahim von Johor König Georg V. zum silbernen Thronjubiläum machte. Drei der Geschütze verfügten über einen Schwenkbereich von 360 ° und unterirdische Magazine.
Zusätzlich stationierte die Royal Air Force Lufteinheiten um den Stützpunkt. Pläne sahen einen Verband aus 18 Flugbooten, 18 Aufklärungsjägern, 18 Torpedobombern sowie als Jagdschutz 18 einsitzige Jagdflugzeuge vor. Zur Stationierung errichtete sie die Flugplätze RAF Tengah und RAF Sembawang. Der Chef des Luftstabs, der Luftmarschall Hugh Trenchard merkte an, dass 30 Torpedobomber die schweren Küstengeschütze überflüssig machen könnten. Der Erste Seelord David Beatty lehnte diesen Vorschlag ab. Als Kompromiss sollten die Geschütze vorerst stationiert und die Sache neu verhandelt werden, wenn bessere Torpedobomber zur Verfügung stünden. Übungsschießen der 381- und 234-mm-Geschütze auf Malta und in Portsmouth 1926 offenbarten, dass fortschrittlichere Munition benötigt würde, um eine realistische Chance zu haben, ein angreifendes Schlachtschiff zu treffen.
Das King-George-VI-Trockendock konnte am 14. Februar 1938 durch den Gouverneur der Straits Settlements, Shenton Thomas, eingeweiht werden. Zwei Geschwader des Fleet Air Arm überflogen das Dock zur Feier des Tages. Unter den 42 an der Einweihung teilnehmenden Schiffen befanden sich auch drei Kreuzer der US Navy. Die Anwesenheit einer solchen Flotte nutzten die Militärs, um eine Reihe von Luft- und Marinemanövern abzuhalten. Der Flugzeugträger Eagle konnte sich dabei Singapur unentdeckt bis auf 217 km nähern und mehrere Luftangriffe gegen die dortigen Flugplätze fliegen lassen. Der örtliche Luftbefehlshaber Arthur Tedder empfand diesen Fehlschlag seiner Flieger als Peinlichkeit. Den Befehlshaber der Landstreitkräfte William Dobbie beschämte die Leistung seiner Luftabwehr ebenso. Analysen der Manöver empfahlen den Aufbau von Radaranlagen auf der Insel, was aber bis 1941 nicht geschah. Die Marineabwehr schlug sich besser, konnte aber nicht verhindern, dass von der Norfolk abgesetzte Landungseinheiten das Raffles Hotel besetzten. Was Dobbie und Tedder am meisten besorgte, war die Möglichkeit eines vollständigen Umgehens der Flotte, wenn der Feind über Land käme und die Straits Settlements angriffe. Ein von Dobbie befohlenes Manöver im südlichen Malaya stellte unter Beweis, dass der dortige Dschungel alles andere als unpassierbar war. Das Chiefs of Staff Committee kam zu dem Schluss, dass es am wahrscheinlichsten sei, dass die Japaner an der Ostküste Malayas landen und von dort Singapur angreifen würden.

## Australien
Die Konservative Regierung von Stanley Bruce in Australien unterstützte die Singapur-Strategie nach Kräften. Australien sollte laut ihr die Royal Navy mit einem Geschwader unterstützen, das so stark sein sollte wie es das Land bewältigen konnte. Dieser Richtlinie folgend, investierte das Land zwischen 1923 und 1929 20 Millionen £ in die Royal Australian Navy (RAN), während die Australian Army sowie die Rüstungsindustrie insgesamt 10 Millionen £ und die im Entstehen begriffene Royal Australian Air Force (RAAF) 2,4 Millionen £ erhielten. Diese auf die Singapur-Strategie ausgerichtete Politik hatte den Vorteil, die Verantwortung für die Verteidigung des Landes auf das britische Mutterland abwälzen zu können. Anders als Neuseeland beteiligte Australien sich aber nicht an den Kosten für den Bau der Singapore Naval Base. Um von der sparsamen Regierung ein höheres Budget zu erhalten, musste die Australian Army die Singapur-Strategie widerlegen, die als „eine offensichtlich gut diskutierte und begründete strategische Doktrin, die auf höchster Ebene des imperialen Entscheidungsprozesses bestätigt wurde“ galt.

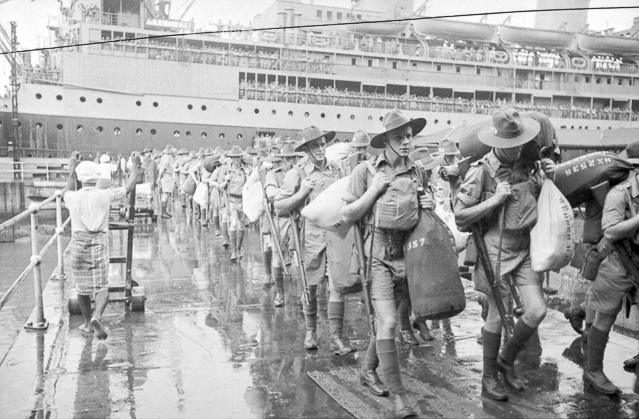
Truppen der 8. australischen Division gehen im Hafen von Singapur an Land, 15. August 1941.

Die Australian Labor Party, die sich während der 1920er und 1930er Jahren nur zwei Jahre lang nicht in der Opposition befand, befürwortete ab 1923 eine andere Politik. Diese sah vor, dass Australiens erste Verteidigungslinie starke Luftstreitkräfte, unterstützt durch eine gut ausgerüstete Australian Army sein sollten, die im Fall einer drohenden Invasion stark aufgestockt werden könnten. Hierfür war allerdings eine stark ausgebaute Rüstungsindustrie erforderlich. Labor-Politiker zitierten Kritiker der konservativen Politik wie den amerikanischen Konteradmiral William F. Fullam, die die Anfälligkeit von Schiffen gegen Luftangriffe, Seeminen und Unterseeboote hervorhoben. Albert Green stellte 1923 die Rechnung auf, dass wenn ein Schlachtschiff aktuell 7 Millionen £ und ein Flugzeug 2.500 £ kosteten, es eine bedenkenswerte Frage sein müsse, ob ein Schlachtschiff eine bessere Investition sei als hunderte von Flugzeugen, wenn ein Flugzeug ein Schlachtschiff versenken könne. Die Politik der Labor Party orientierte sich schließlich an den Forderungen der Army.
Im September 1926 hielt der Oberstleutnant Henry Wynter einen Vortrag am Royal United Services Institute in Victoria mit dem Titel The Strategical Inter-relationship of the Navy, the Army and the Air Force: an Australian View, der im April 1927 im British Army Quarterly erschien. In dem Vortrag behauptete Wynter, dass ein Kriegsausbruch im Pazifik am wahrscheinlichsten sei, wenn das Vereinigte Königreich durch eine Krise in Europa gebunden und nicht in der Lage sei, ausreichende Kräfte nach Singapur zu verlegen. Er verfocht die These, dass Singapur anfällig für Angriffe, besonders von Land und aus der Luft sei und befürwortete eine ausgeglichenere Rüstungspolitik, die sich nicht nur auf die RAN konzentrierte. „Künftig,“ schrieb der australische Historiker Lionel Wigmore, „war die Einstellung der führenden Planer der Australian Army gegenüber britischen Versicherungen, eine ausreichende Flotte in Krisenzeiten nach Singapur zu senden (offen gesagt) folgende: ‚Wir zweifeln nicht an der Aufrichtigkeit eurer Überzeugungen, aber um ehrlich zu sein glauben wir nicht, dass ihr dazu in der Lage seid.‘“
Frederick Shedden verfasste ein Thesenpapier, das den Sinn der Singapur-Strategie als die Verteidigung Australiens identifizierte. Er argumentierte, dass Australien als eine Inselnation ebenfalls verwundbar gegenüber einer Seeblockade sei. Wenn Australien ohne eine Invasion besiegt werden könne, sollte seine Verteidigungsstrategie eine maritime sein. Oberst John Lavarack, der gemeinsam mit Shedden den 1928er Jahrgang des Imperial Defence College besucht hatte, widersprach ihm. Er führte auf, dass die lange Küstenlinie Australiens eine Seeblockade erheblich erschwere und seine bemerkenswerten inneren Ressourcen bedeuteten, dass es dem wirtschaftlichen Druck einer solchen Blockade widerstehen könne. Nachdem Herbert Richmond die Positionen der Labor Party 1933 im British Army Quarterly angriff, verfasste Lavarack eine Widerlegung.
1936 verlas der australische Oppositionsführer John Curtin einen Artikel Wynters vor dem Repräsentantenhaus. Wynters offene Kritik an der Singapur-Strategie führte zu seiner Versetzung auf einen niederen Posten. Kurz nach Ausbruch der Feindseligkeiten mit dem Deutschen Reich am 3. September 1939 ersetzte Premierminister Robert Menzies Lavarack als Chief of the Army durch den britischen Generalleutnant Ernest Squires. Innerhalb weniger Monate war auch der Chief of Air Force durch einen britischen Offizier ersetzt worden.

## Zweiter Weltkrieg

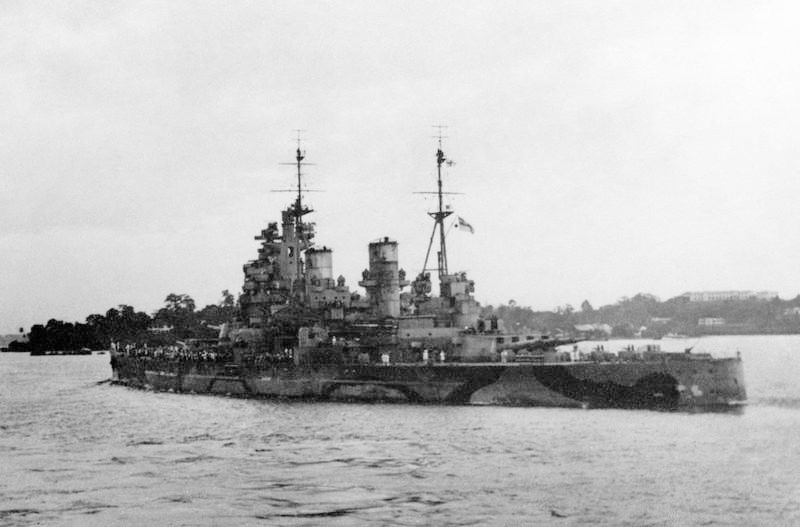
Die Prince of Wales verlässt Singapur, 8. Dezember 1941.

Nach dem Kriegsausbruch mit Deutschland entsandte Menzies Richard Casey nach London, um eine Rückversicherung über die Verteidigung Australiens für den Fall einzuholen, dass Australien Truppen nach Europa und in den Nahen Osten schicken würde. Im November erhielten Australien und Neuseeland die Versicherung, der Fall Singapurs müsse auf jeden Fall verhindert werden und im Fall eines Krieges mit Japan erhielte die Verteidigung des Fernen Ostens den Vorrang vor jener des Mittelmeers. Dies schien möglich, da die deutsche Kriegsmarine relativ klein war und Frankreich als Alliierter zur Verfügung stand. Stanley Bruce, nun australischer Hochkommissar im Vereinigten Königreich, traf sich am 20. November mit Mitgliedern des britischen Kabinetts. Nach dem Treffen hatte er den Eindruck, dass die Royal Navy trotz der Rückversicherung nicht stark genug sei, um parallele Krisen in Europa, dem Mittelmeer und im Fernen Osten zu bewältigen.
Im Verlauf des Jahres 1940 entwickelte sich die Situation langsam aber unaufhaltsam auf das schlimmstmögliche angenommene Szenario zu. Im Juni trat Italien auf der Seite des Deutschen Reiches in den Krieg ein und Frankreich kapitulierte. Das Chiefs of Staff Committee berichtete nun:

“The security of our imperial interests in the Far East lies ultimately in our ability to control sea communications in the south-western Pacific, for which purpose adequate fleet must be based at Singapore. Since our previous assurances in this respect, however, the whole strategic situation has been radically altered by the French defeat. The result of this has been to alter the whole of the balance of naval strength in home waters. Formerly we were prepared to abandon the Eastern Mediterranean and dispatch a fleet to the Far East, relying on the French fleet in the Western Mediterranean to contain the Italian fleet. Now if we move the Mediterranean fleet to the Far East there is nothing to contain the Italian fleet, which will be free to operate in the Atlantic or reinforce the German fleet in home waters, using bases in north-west France. We must therefore retain in European waters sufficient naval forces to watch both the German and Italian fleets, and we cannot do this and send a fleet to the Far East. In the meantime the strategic importance to us of the Far East both for Empire security and to enable us to defeat the enemy by control of essential commodities at the source has been increased.”

„Die Sicherheit unserer imperialen Interessen im Fernen Osten hängt letztlich von unserer Fähigkeit ab, die Seeverbindungen im Südwestpazifik zu kontrollieren, wofür eine adäquate Flotte in Singapur stationiert werden muss. Seit unseren vorigen Versicherungen in dieser Angelegenheit hat sich die gesamte strategische Situation durch die französische Niederlage erheblich verändert. Das Resultat ist eine komplette Verschiebung der maritimen Kräfte in unseren Heimatgewässern. Vormals waren wir bereit, das östliche Mittelmeer aufzugeben und eine Flotte in den Fernen Osten zu verlegen im Vertrauen darauf, dass die französische Flotte die italienische Marine im westlichen Mittelmeer kontrollieren wird. Wenn wir unsere Mittelmeerflotte nun in den Fernen Osten verlegen ist nichts vorhanden um die italienische Flotte zu kontrollieren, welche dann frei sein wird auch im Atlantik zu operieren oder die deutsche Flotte in den Heimatgewässern zu verstärken und dabei Stützpunkte in Nordwestfrankreich zu nutzen. Wir müssen daher ausreichende Marinekräfte in europäischen Gewässern vorhalten um sowohl die deutsche als auch die italienische Flotte zu beobachten und wir können dies nicht tun und zugleich eine Flotte in den Fernen Osten senden. In der Zwischenzeit hat sich die strategische Bedeutung des Fernen Ostens sowohl für die Sicherheit des Empire als auch für unsere Fähigkeit, den Feind durch die Kontrolle essentieller Güter an ihrer Quelle zu besiegen, erhöht.“

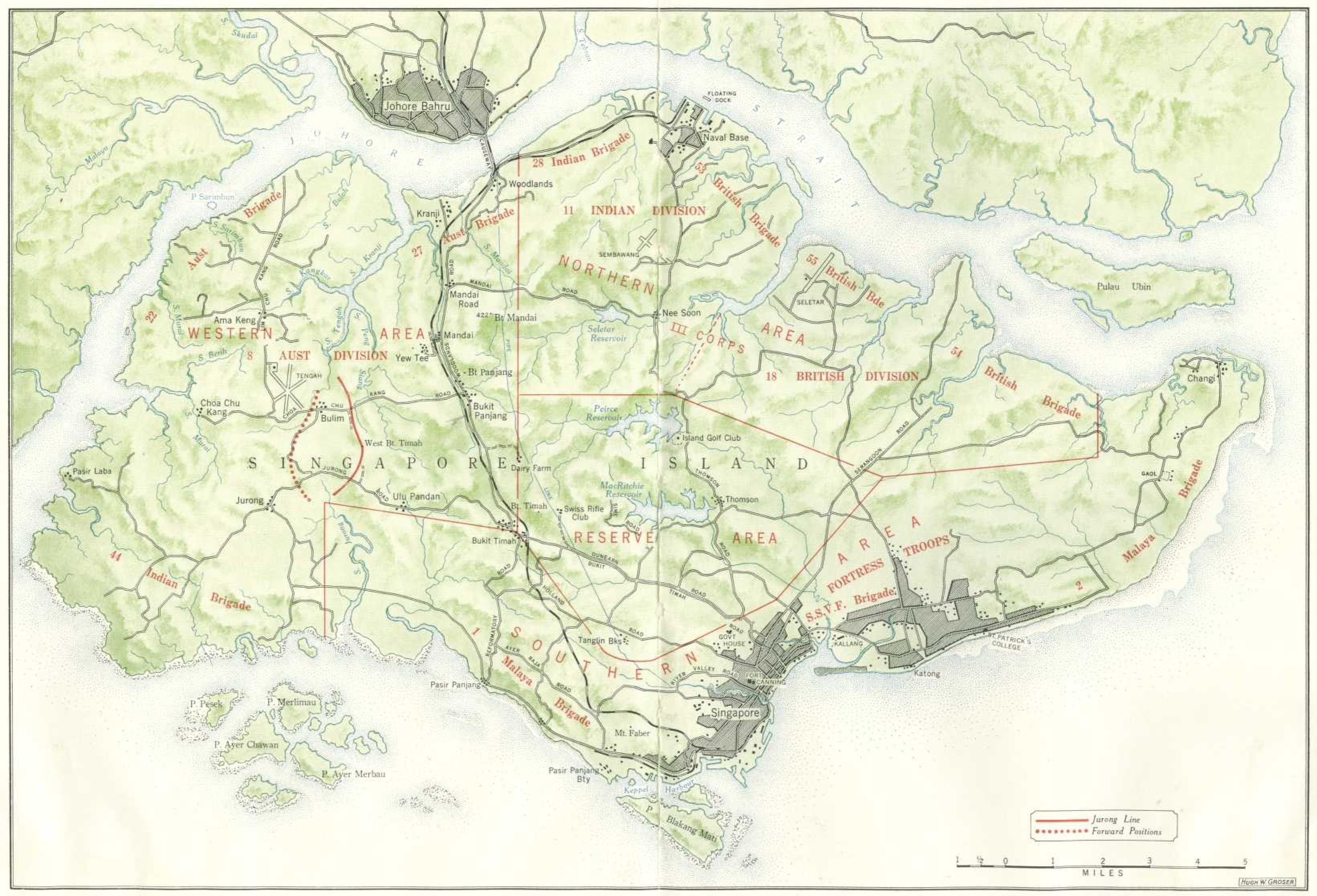
Karte Singapurs mit Truppenstationierungen und Militäranlagen im Jahr 1942

Es bestand weiterhin die Aussicht amerikanischer Unterstützung. Bei geheimen Gesprächen in Washington, D.C. im Juni 1939 hatte der amerikanische Chief of Naval Operations William D. Leahy die Möglichkeit, eine amerikanische Flotte nach Singapur zu schicken, erwogen. Im April 1940 fragte der amerikanische Marineattaché in London, Alan G. Kirk, beim stellvertretenden Chef des Marinestabs, Tom Phillips an, ob, falls eine amerikanische Flotte in den Fernen Osten verlegt würde, die Dockanlagen in Singapur zur Verfügung stünden, da die eigenen in der philippinischen Subic-Bucht hierfür nicht ausreichend seien. Er erhielt hierfür eine Zusage. Eine geheime Stabskonferenz in Washington, D.C. im Februar 1941 versetzte den Hoffnungen auf eine solche Flottenverlegung einen Dämpfer. Die Amerikaner machten auf der Konferenz klar, dass ihr Fokus im Falle eines Kriegseintritts im Atlantik liege. Die Royal Navy könne so, im Atlantik entlastet, eigene Schiffe in den Fernen Osten verlegen.

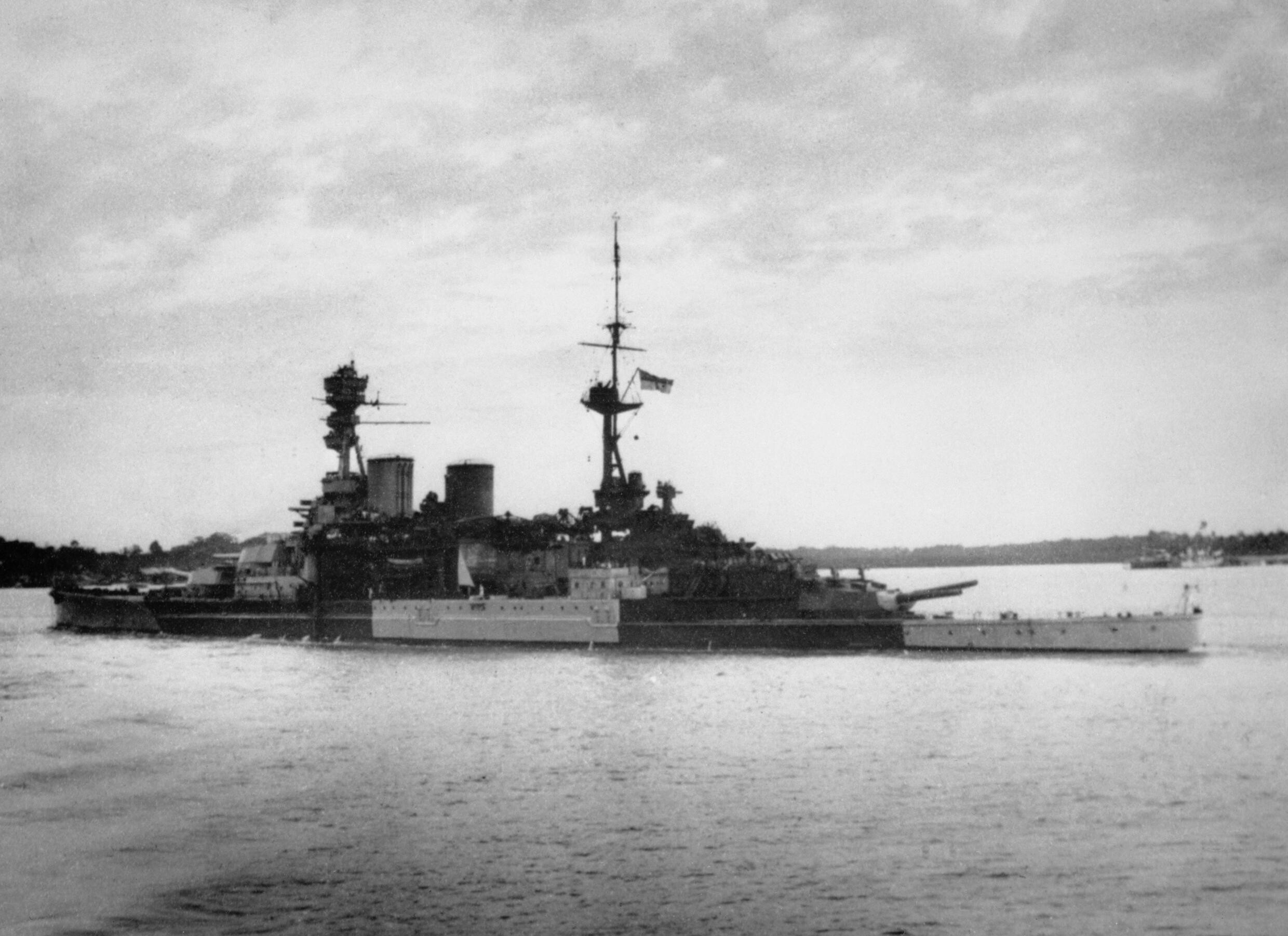
Die Repulse verlässt Singapur, 8. Dezember 1941.

Im Juli 1941 besetzte Japan die Cam Ranh Bay in Französisch-Indochina, die die Royal Navy in ihren Plänen als Ankerplatz für einen Marsch nach Norden vorsah. Hierdurch kamen die Japaner auf eine für die Briten unangenehm nahe Schlagreichweite an Singapur heran. Als sich die zwischenstaatlichen Beziehungen immer weiter verschlechterten, berieten die Admiralität und die Stabschefs im August 1941 erstmals, welche Schiffe nach Singapur verlegen könnten. Sie beschlossen, zunächst die Barham aus dem Mittelmeer zu verlegen, gefolgt von vier Schlachtschiffen der Revenge-Klasse, die zur Überholung in britischen und amerikanischen Docks befanden. Am 25. November wurde die Barham durch das deutsche U-Boot U 331 durch einen Torpedotreffer in das Munitionsmagazin vor der ägyptischen Küste versenkt und drei Wochen später beschädigte eine italienische Kommandoaktion die beiden noch im Mittelmeer verbliebenen Schlachtschiffe Queen Elizabeth und Valiant schwer. Die Admiralität beschloss als Reaktion hierauf, im Notfall den Flugzeugträger Eagle schicken zu können.
Winston Churchill merkte zu dieser Knappheit an verfügbaren Schiffen an, da allein das deutsche Schlachtschiff Tirpitz eine große britische Flotte binde, könne eine kleine Flotte in Singapur denselben unverhältnismäßigen Effekt auf die Japaner haben. Das Foreign Office vertrat die Ansicht, dass die Anwesenheit moderner Schlachtschiffe in Singapur Japan vom Kriegseintritt abhalten könnte. Dieser Meinung folgend, befahl die Admiralität im Oktober der Prince of Wales, die Heimatgewässer in Richtung Singapur zu verlassen, wo die Repulse zu ihr stoßen würde. Der Träger Indomitable sollte zu diesem Geschwader stoßen, lief am 3. November aber vor Jamaika auf Grund.
Im August 1940 bezifferten die Stabschefs die zur Verteidigung Malayas und Singapurs nötige Streitkraft, falls eine Flotte nicht verfügbar wäre, auf 336 Kampfflugzeuge und eine Garnison von neun Brigaden. Churchill schickte an die Premierminister Australiens und Neuseelands eine erneute Versicherung, dass ihre Verteidigung im Angriffsfall die höchste Priorität direkt nach jener der britischen Heimatinseln erhalte. Im Oktober fand eine Verteidigungskonferenz in Singapur statt. Vertreter aller drei Teilstreitkräfte nahmen teil, darunter der Oberbefehlshaber der China Station, Vizeadmiral Geoffrey Layton, der befehlshabende Offizier des Malaya Command, Generalleutnant Lionel Bond und der befehlshabende Luftoffizier der RAF im Fernen Osten, Luftmarschall John Tremayne Babington. Australien schickte die stellvertretenden Befehlshaber seiner Teilstreitkräfte, Kapitän zur See Joseph Burnett, Generalmajor John Northcott und Air Commodore William Bostock. Die Konferenzteilnehmer diskutierten zehn Tage lang die Situation im Fernen Osten. Sie schätzten dabei den Bedarf für die erfolgreiche Luftverteidigung von Burma und Malaya auf mindestens 582 Flugzeuge. Bei Kriegseintritt Japans am 7. Dezember 1941 befanden sich nur 164 Kampfflugzeuge in Malaya und Singapur und die Jagdeinheiten bestanden aus veralteten Brewster F2A. Die Landstreitkräfte verfügten ebenfalls nur über 31 der geplanten 48 Infanteriebataillone und keine Panzer, obwohl zwei Panzerregimenter vorgesehen waren. Weiterhin waren die meisten Einheiten nur schlecht ausgebildet und ausgerüstet. Im Gegensatz hierzu lieferte das Vereinigte Königreich allein zwischen Ende Juni und Ende Dezember 1941 insgesamt 676 Flugzeuge und 446 Panzer an die Sowjetunion.
Die Japaner waren über den Stand der Verteidigungsbemühungen in Singapur im Bild. Sie verfügten über Spione in Singapur wie den britischen Hauptmann Patrick Heenan. Darüber hinaus erhielten sie vom Deutschen Reich im August 1940 angefertigte Geheimdokumente über die Situation im Fernen Osten, welche diese erbeuteten, als der Hilfskreuzer Atlantis am 11. November des Jahres die SS Automedon aufbrachte. Einige Historiker vermuten, dass die hierdurch gewonnenen Detailinformationen die japanische Entscheidung zum Kriegseintritt beeinflussten.
Am 8. Dezember 1941 besetzten japanische Truppen die internationalen Konzessionen in Shanghai und einige Stunden später begannen Truppenanlandungen bei Kota Bahru, eine Stunde vor dem Angriff auf Pearl Harbor. Am 10. Dezember versenkten japanische Flugzeuge die Prince of Wales und die Repulse vor der Küste Malayas. Nach der für die Truppen des Commonwealth katastrophal verlaufenden Schlacht um Malaya kapitulierte Singapur am 15. Februar 1942. Während der Endphase der Kämpfe beschossen die 381-mm- und 234-mm-Geschütze Ziele bei Johor Bahru, RAF Tengah und Bukit Timah.

## Nachwirkungen

### Die Kapitulation Singapurs

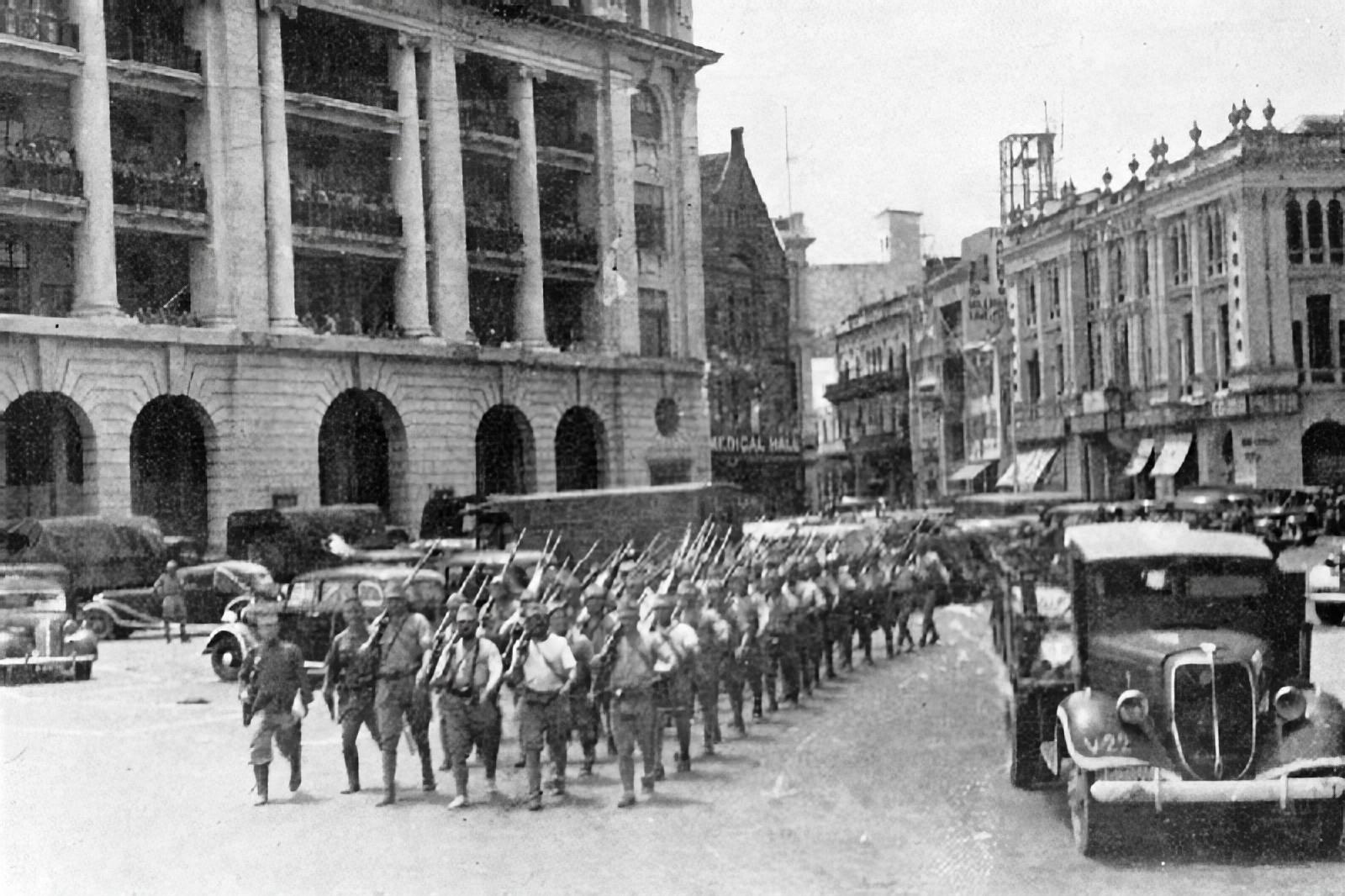
Japanische Truppen marschieren durch das eingenommene Singapur (1942).

Ab dem 8. Februar 1942 begannen japanische Truppen von Norden kommend nach Singapur überzusetzen. Dort gelang es ihnen, Raum für die Anlandung von Panzern zu gewinnen und die Commonwealthtruppen in den nächsten Tagen konsequent nach Süden zurückzudrängen. Nach der mehrfachen Aufforderung durch den japanischen Befehlshaber Yamashita Tomoyuki und auch durch das eigene Offizierskorps kapitulierte der britische Befehlshaber Arthur Percival am 15. Februar. Er handelte dabei gegen den Befehl Winston Churchills, der eine Kapitulation kategorisch abgelehnt hatte. Später beschrieb dieser das Ereignis als „das schlimmste Desaster und die größte Kapitulation der britischen Geschichte“. Sie stellte einen tiefen Rückschlag für das britische Prestige und die Kriegsmoral dar. Die versprochene Flotte konnte nicht entsandt werden und die als „uneinnehmbar“ geltende Festung fiel innerhalb kurzer Zeit. Die Briten und ihre Verbündeten verloren annähernd 139.000 Mann, von denen 130.000 in Gefangenschaft gerieten. Unter den 38.000 britischen Verlusten war beinahe die gesamte im Januar nach Malaya befohlene 18th Infantry Division. 18.000 Australier, großteils der australischen 8th Division und 14.000 Angehörige lokaler Truppenverbände fielen ebenfalls oder gerieten in Gefangenschaft. Die meisten Verluste hatten die aus Britisch-Indien stammenden Verbände mit etwa 67.000 zu beklagen. Etwa 40.000 der Gefangenen traten später in die auf Seiten der Japaner kämpfende Indian National Army ein. Als besonders demütigend erschien der Umstand, dass eine zahlenmäßig deutlich überlegene britische Streitmacht vor den Japanern kapituliert hatte.

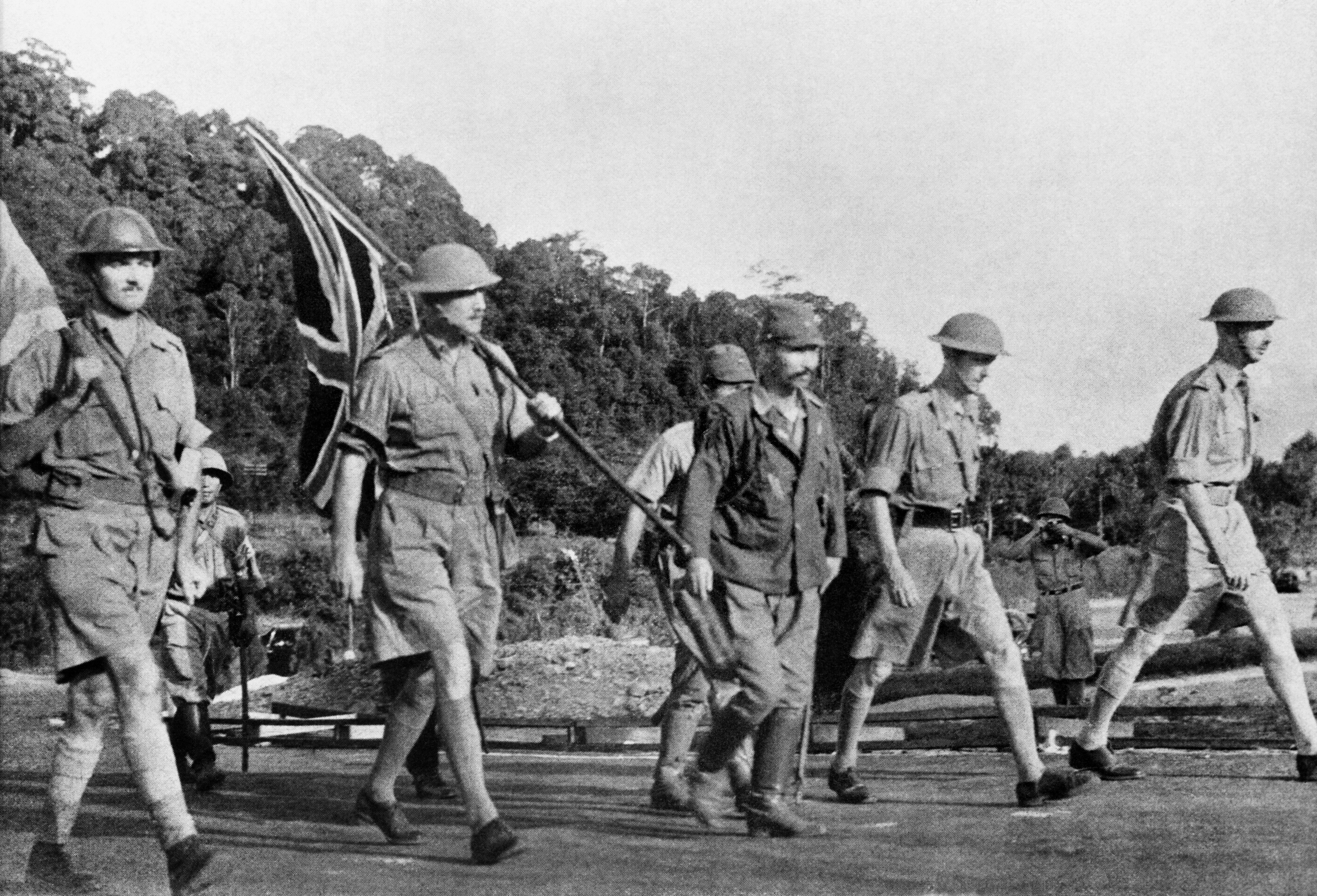
Generalleutnant Arthur Percival (rechts) und sein Stab werden vom japanischen Oberstleutnant Sugita Kazushi zu den Verhandlungen über die Kapitulation Singapurs geleitet, 15. Februar 1942.

Richmond behauptete in einem 1942 in The Fortnightly Review erschienenen Artikel, dass der Verlust Singapurs „die Torheit, sich nicht ausreichend für die Kontrolle des Meeres in einem Krieg, der sich auf zwei Ozeanen abspielte, vorbereitet zu haben“ aufzeige. Er argumentierte damit, dass die Singapur-Strategie schon immer unrealistisch gewesen sei. Die für die Verteidigung Malayas bereitgestellten Ressourcen seien für die Verteidigung nicht ausreichend und die Art wie sie verteilt wurden im Allgemeinen verschwenderisch, ineffizient und ineffektiv gewesen.
Die Kapitulation hatte sowohl militärische als auch politische Konsequenzen. Vor dem Parlament erklärte Churchill, dass nach Kriegsende ein Untersuchungsausschuss sich des Falles annehmen solle. Die Veröffentlichung der Rede im Jahr 1946 führte zu einer Anfrage der australischen Regierung, ob ein solcher Untersuchungsausschuss weiterhin geplant sei. Der Vereinte Planungsstab reagierte auf die Anfrage und erklärte, dass eine solche Untersuchung nicht möglich sei. Er begründete seine Entscheidung damit, dass es nicht möglich sei sich nur auf die direkt zur Kapitulation Singapurs führenden Ereignisse zu konzentrieren. Es sei in diesem Zusammenhang unvermeidbar, die diplomatischen, militärischen und politischen Aspekte der Singapur-Strategie über einen langjährigen Zeitraum zu untersuchen. Premierminister Clement Attlee beherzigte diese Empfehlung und es wurde kein Untersuchungsausschuss eingesetzt.
In Australien und Neuseeland führte dies nach Jahren der Beschwichtigung zu einem gewissen Gefühl, von Großbritannien betrogen worden zu sein. „Schlussendlich“, schrieb ein Historiker, „kann man es drehen und wenden wie man will, die Briten haben sie hängen lassen.“ Noch über Jahrzehnte belastete dies die politischen Beziehungen der Länder. In einer 1992 vor dem Repräsentantenhaus gehaltenen Rede befeuerte der australische Premierminister Paul Keating die Debatte erneut:

“I was told that I did not learn respect at school. I learned one thing: I learned about self-respect and self-regard for Australia — not about some cultural cringe to a country which decided not to defend the Malayan peninsula, not to worry about Singapore and not to give us our troops back to keep ourselves free from Japanese domination. This was the country that you people wedded yourself to, and even as it walked out on you and joined the Common Market, you were still looking for your MBEs and your knighthoods, and all the rest of the regalia that comes with it.”

„Es wurde mir gesagt, dass ich an der Schule keinen Respekt gelernt hätte. Ich habe eine Sache gelernt: Ich lernte etwas über Selbstrespekt und Selbstachtung für Australien – nicht über kulturelle Unterwürfigkeit gegenüber einem Land, das sich dazu entschloss, die Malaiische Halbinsel nicht zu verteidigen, sich nicht um Singapur zu kümmern und uns unsere Truppen zurückzuschicken, damit wir uns vor der japanischen Herrschaft hätten schützen können. Dies war das Land, dem ihr euch selbst unterworfen habt, und selbst als es euch mit Füßen trat und sich dem Europäischen Binnenmarkt zuwandte, hofftet ihr weiterhin auf eure MBEs, Ritterschaften und die ganzen anderen damit einhergehenden Insignien.“

Eine ausreichend große Flotte war für die Niederringung Japans vonnöten. Ab 1944 wurde die British Pacific Fleet im Fernen Osten eingesetzt, wo sie gemeinsam mit der United States Pacific Fleet operierte. Die bereits vor dem Krieg gegen Japan einsetzende Zusammenarbeit und die sich im Kriegsverlauf vertiefende Allianz stellten einen langfristigen Ersatz für die Singapur-Strategie dar.
Die Singapore Naval Base erlitt während der Schlacht um die Stadt nur geringe Beschädigungen und konnte von den Japanern im Anschluss als wichtigster Marinestützpunkt abseits der Hauptinseln dienen. Die Briten beschädigten ihre 381-mm-Küstengeschütze vor der Kapitulation, allerdings konnten die Japaner alle bis auf vier der Kanonen wieder instand setzen. In den Jahren 1944 und 1945 kam es zu wiederholten Luftangriffen auf Singapur, die auch die Naval Base beschädigten. Nach der Kapitulation Japans nahmen die Briten Singapur wieder in Besitz.

### Operation Mastodon
Im Jahr 1957 wurde die Singapur-Strategie in Form der Operation Mastodon wiederbelebt. Die Operation Mastodon sah vor, mit Kernwaffen ausgerüstete V-Bomber des RAF Bomber Command in Singapur zu stationieren. Diese sollten einen Teil des britischen Verteidigungsbeitrags der SEATO in der Region bilden. Es kam hierbei erneut zu logistischen Problemen. Da die V-Bomber nicht die ganze Strecke bis nach Singapur am Stück zurücklegen konnten, musste mit RAF Gan eine neue Zwischenbasis auf den Malediven errichtet werden. Da die Rollbahn von RAF Tengah für die V-Bomber zu kurz war, mussten diese auf die RMAF Base Butterworth ausweichen, bis Tengahs Bahn verlängert werden konnte. Die Stationierung nuklear bewaffneter Flugzeuge und zusätzlicher Kernwaffen, ohne dies mit den lokalen Behörden abzusprechen, führte schnell zu politischen Komplikationen.
Die Operation Mastodon sah die Stationierung zweier Geschwader zu je acht Handley Page Victors auf Tengah und eines Geschwaders mit acht Avro Vulcan auf Butterworth vor. Das britische Kernwaffenarsenal bestand 1958 aus 53 Sprengköpfen, die meisten davon vom älteren Blue-Danube-Typ. Die Pläne der Operation Mastodon sahen im Gegensatz hierzu die Stationierung von allein 48 Sprengköpfen des neueren, leichteren Typs Red Beard vor. Sie sollten in Tengah gelagert werden, sodass jeder V-Bomber dort und in Butterworth mit zwei Bomben bestückt werden konnte. 1960 verlegte die Royal Navy den Flugzeugträger Victorious mit Red Beards und nuklear bestückbaren Jagdflugzeugen vom Typ Supermarine Scimitar in den Fernen Osten. Wie bei der ursprünglichen Singapur-Strategie gab es auch dieses Mal bedenken, ob die stationierten Einheiten im Falle einer sie erfordernden Krise ausreichend mit Ersatzteilen versorgt werden könnten. Die Bedenken wurden besonders nach der Zündung der ersten chinesischen Atombombe im Jahr 1964 geäußert.
Als sich die Konfrontasi zwischen Indonesien und Malaysia 1963 verschärfte, schickte das Bomber Command Staffeln aus Victors und Vulcans in den Fernen Osten. Über die nächsten drei Jahre waren ständig vier V-Bomber dort stationiert. Die stationierten Staffeln wechselten sich reihum durch die entsprechenden Geschwader ab. Im April 1965 führte das No. 35 Squadron RAF eine Eilverlegung nach Butterworth und Tengah durch. Air Chief Marshal John Grandy berichtete, dass die V-Bomber eine wirksame Abschreckung bilden würden, Konflikte nicht in großangelegtem Stil zu führen. Politische, ethnische und persönliche Spannungen sorgten 1965 dafür, dass Singapur sich von Malaysia löste und seine Unabhängigkeit proklamierte. Mit dem Ende der Konfrontasi zog die Royal Air Force 1966 ihre letzten V-Bomber aus der Region ab. Im folgenden Jahr verkündete die britische Regierung ihre Absicht, alle noch verbliebenen Truppen aus dem Fernen Osten zurückzuziehen. Am 8. Dezember 1968 wurde die Singapore Naval Base offiziell an die Regierung von Singapur übergeben.